# Ferrovie dello Stato Italiane
A Ferrovie dello Stato Italiane (rövidítve FS, Olasz Államvasutak) Olaszország legnagyobb állami vasúttársasága, amelyet 2000-ben több önálló vállalatra osztottak.

## Története
- Elődjei:
  - Rete Adriatica (RA)
  - Rete Mediterranea (RM)
  - Rete Sicula (RS) (Szicília)
- 1905. április 22-én iktatták törvénybe a vállalatot, ezt követően június 15-én létrejött az FS.
- 1943. Olaszország kettészakadásával a vasúttársaságot is két részre osztották, melyeknek Salerno és Verona lett a székhelyük.
- 1992. Az FS részvénytársasággá alakul.
- 2001. A vállalat feldarabolása és holdinggá alakulása. Az önálló leányvállalatokat a Gruppo FS S.p.A fogja össze.

## Felépítés

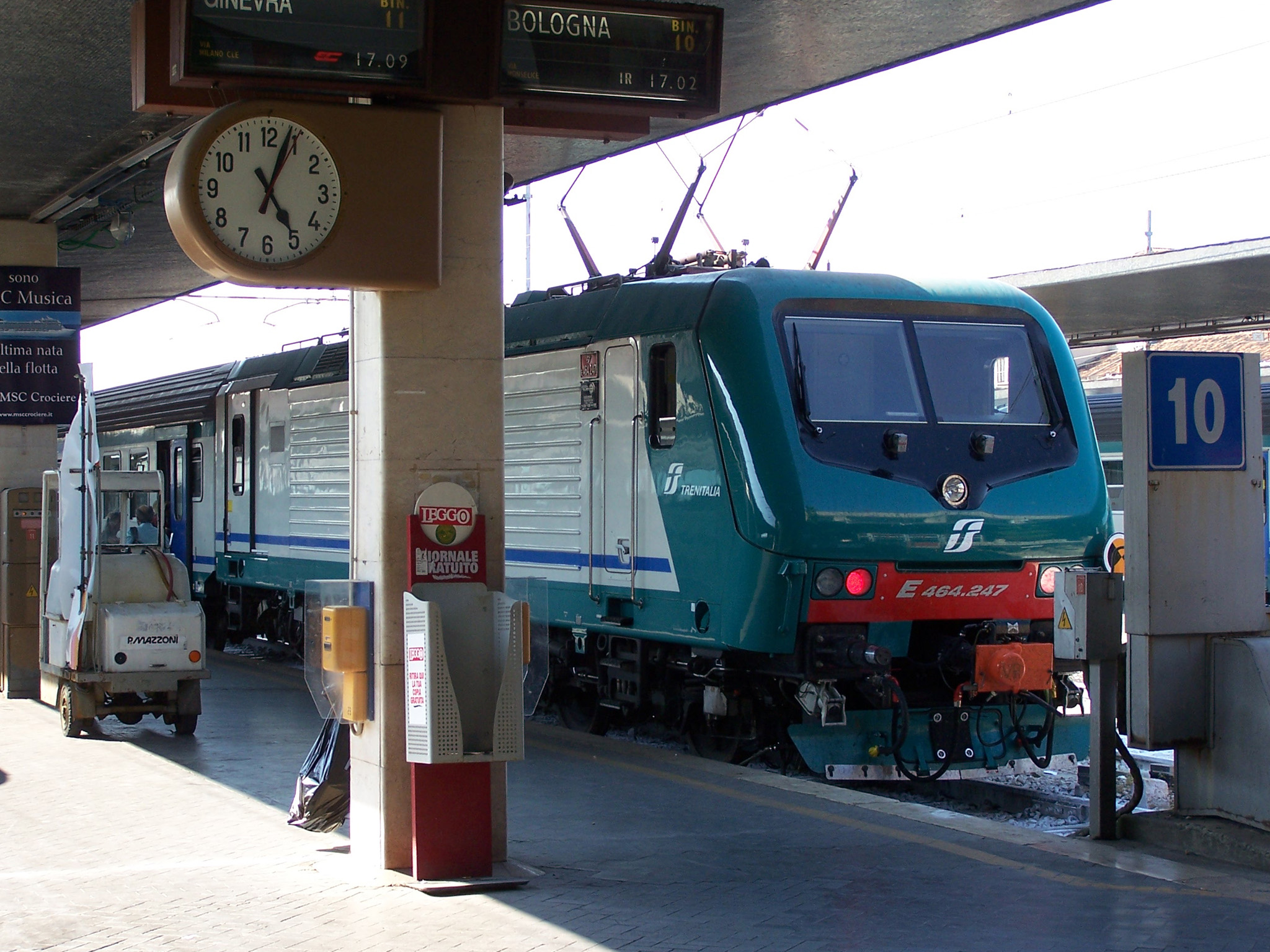
InterRegionale vonat Venezia Santa Lucia pályaudvaron

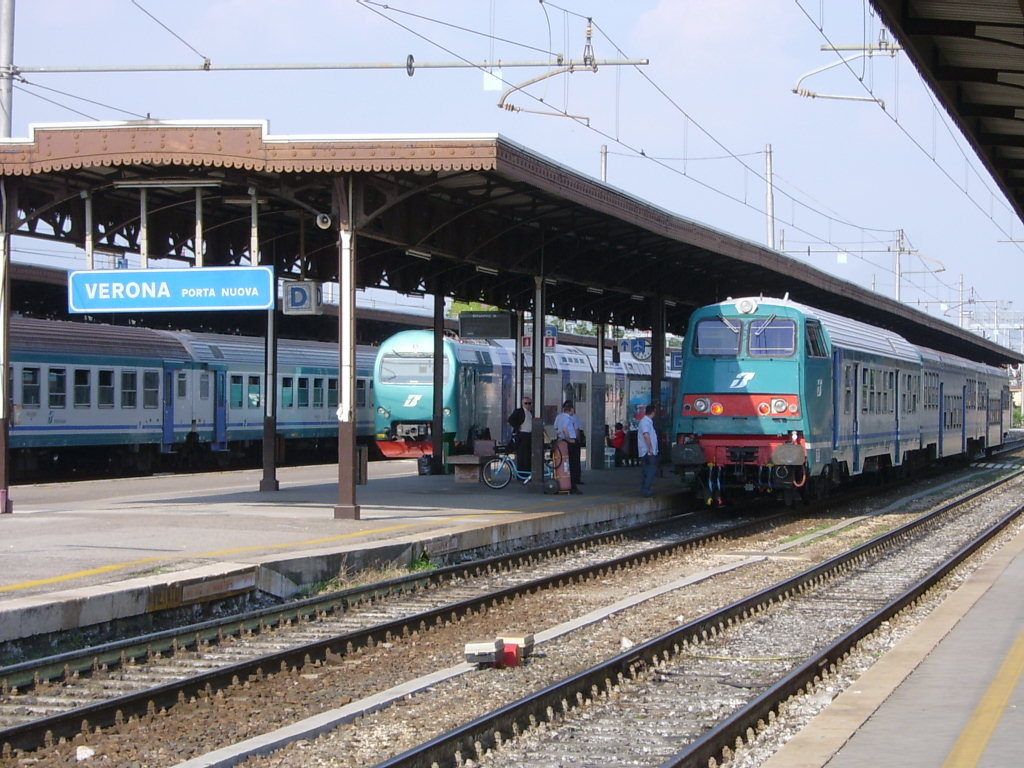
Verona Porta Nuova

- Trenitalia – Személy- és teherforgalom
- RFI (Rete Ferroviaria Italia) – Infrastruktúra
- Italferr – Vasúti mérnökség
- Ferrservizi – Másodrendű vasúti tevékenységek ellátása
- Grandi Stazioni – 13 fontosabb pályaudvar üzemeltetése

## Vonalak

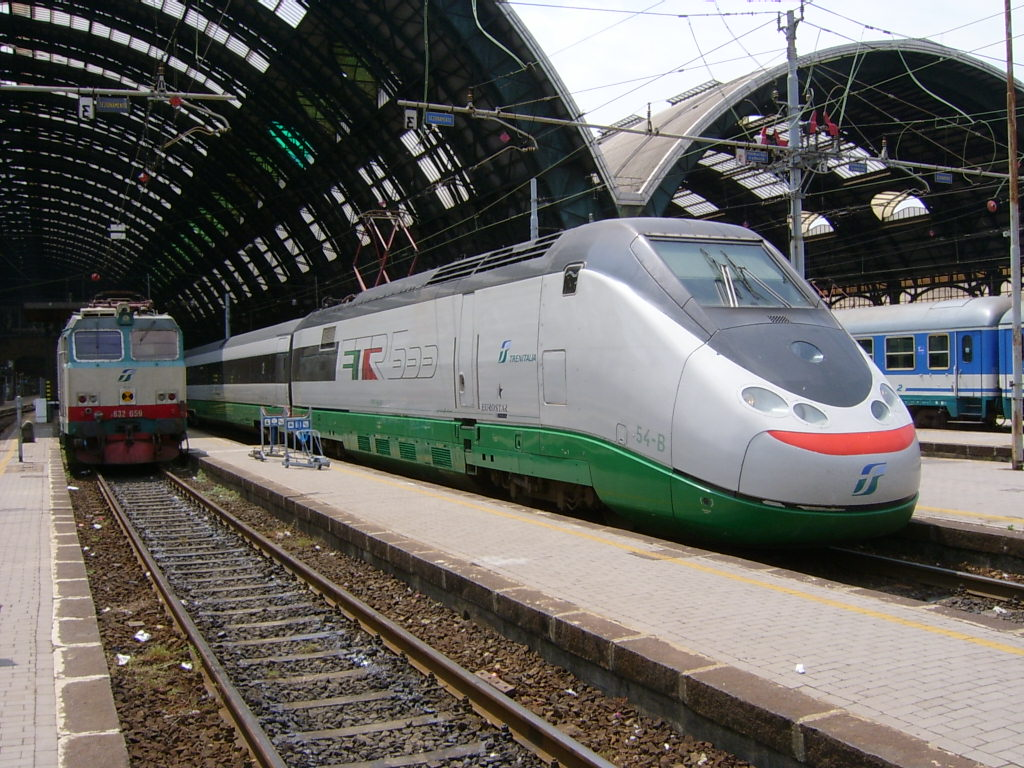
ETR 500 sorozat, az olasz nagysebességű vonat Milánó főpályaudvarán

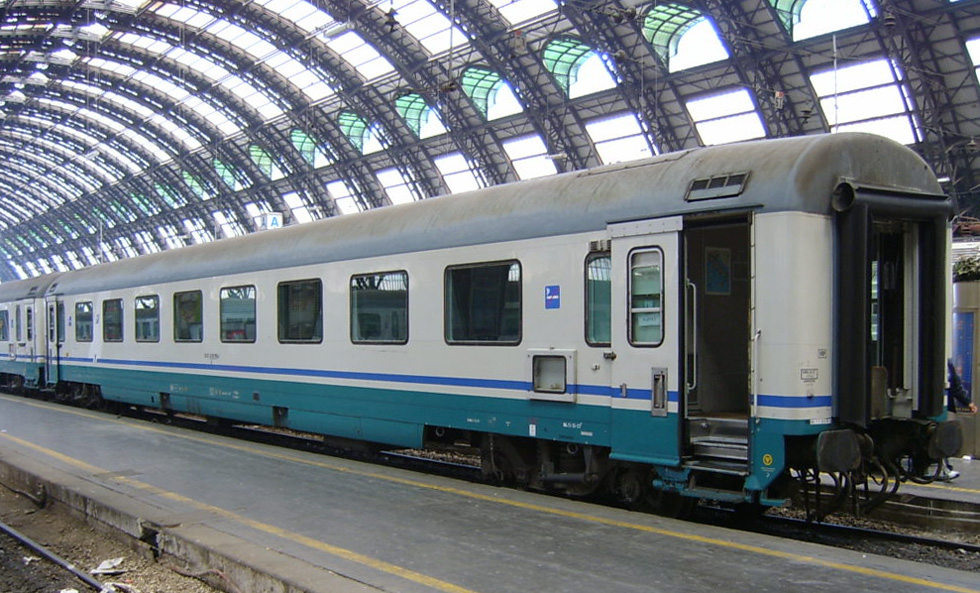
Trenitalia InterCity-vonat Milano Centrale pályaudvaron

Vonalainak hossza 16 178 km. Hálózatának 66%-a villamosított 3000 V egyenárammal.

### Nagysebességű vonalak
- Bologna-Firenze nagysebességű vasútvonal
- Firenze–Róma nagysebességű vasútvonal
- Milánó–Bologna nagysebességű vasútvonal
- Milánó–Velence-vasútvonal
- Nápoly–Salerno nagysebességű vasútvonal
- Róma–Nápoly nagysebességű vasútvonal
- Torino–Milánó nagysebességű vasútvonal

### Hagyományos vonalak
- Genova–Ventimiglia-vasútvonal
- Milánó–Velence-vasútvonal
- Pisa–Genova-vasútvonal
- Pisa–Róma-vasútvonal
- Torino–Genova-vasútvonal
- Verona–Bologna-vasútvonal
- Milánó – Bologna – Firenze – Arezzo – Róma
- Bologna – Rimini – Ancona – Pescara – Bari – Lecce
- Bologna – Verona – Trento – Brennero/Brenner
- Milánó – Verona – Velence
- Velence – Bologna
- Velence – Udine – Tarvisio
- Velence – Trieszt
- Milánó – Genova – La Spezia – Pisa – Róma
- Torino – Genova
- Pisa – Firenze
- Ancona – Terni – Róma
- Pescara – Sulmona – Róma
- Róma – Nápoly – Reggio Calabria
- Nápoly – Foggia
- Nápoly – Potenza – Taranto
- Taranto – Catanzaro Lido – Reggio Calabria
- Messina – Palermo
- Messina – Catania – Siracusa

A Villa San Giovanni és Messina között közlekedő vasúti kompokat is az FS üzemelteti.

## Vonatok

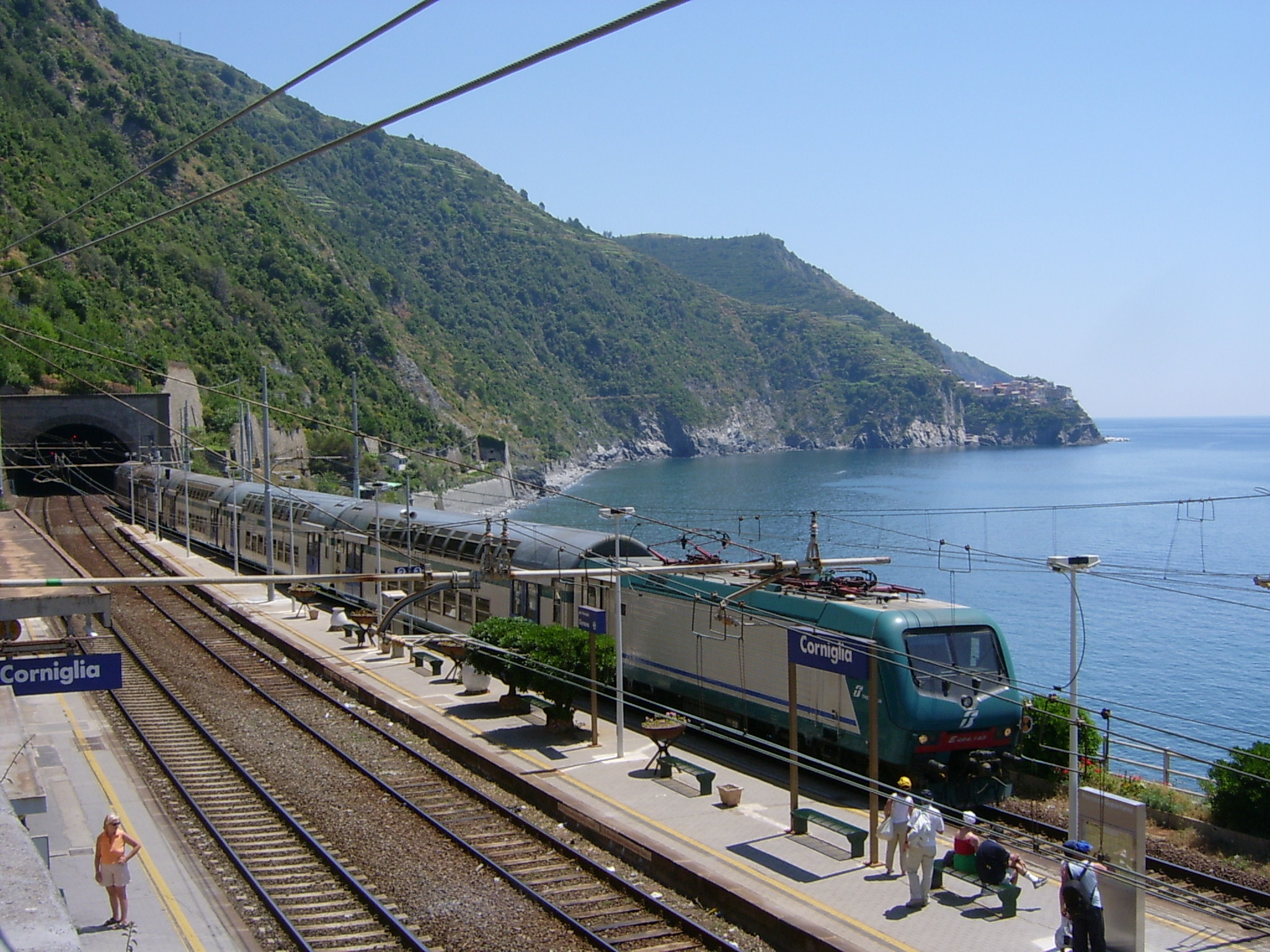
Corniglia állomás a Pisa–Genova-vasútvonalon. A tengerparti vonalak gyakran haladnak festői tájakon keresztül

- Eurostar Italia – Minőségi nagysebességű belföldi vonat. ETR 500 sorozat-as és Pendolino (ETR 450, ETR 460) vonatok közlekednek ebben a kategóriában. Csak a nagyvárosokban állnak meg. Pót- és helyjegy váltása kötelező.
- tBIZ – Minőségi nagysebességű belföldi vonat Milánó és Róma között. Csak Bolognában áll meg. Pót- és helyjegy váltása kötelező.
- TrenOK – Minőségi nagysebességű belföldi vonat Milánó és Róma között, általában régi típusú ETR 450 szerelvény, jellege a fapados repülőgépekhez hasonlítható.
- CIS – A Cisalpino által üzemeltetett minőségi nagysebességű nemzetközi vonat. Csak a nagyvárosokban állnak meg. Pót- és helyjegy váltása kötelező.
- EC – EuroCity vonat nemzetközi forgalomban, FS, ÖBB, DB vagy SBB-kocsikkal. Pótjegy váltása kötelező
- EN – Nemzetközi minőségi éjszakai vonat Európa nagyvárosaiba FS, ÖBB, DB, SNCF vagy SBB kocsikkal. Pótjegy váltása kötelező
- ICplus – Minőségi InterCity vonat, belföldi forgalomban, általában felújított kocsikkal. Csak a nagyobb városokban és csomópontokban állnak meg. Pótjegy váltása kötelező.
- IC – InterCity vonat, belföldi forgalomban. Általában csak a nagyobb városokban és a fontos turisztikai központokban állnak meg. Pótjegy váltása kötelező.
- E – Espresso (gyorsvonat), szerepét már régen átvették az IC vonatok, ma leginkább csak éjszaka közlekednek ilyen vonatok az ország távoli nagyvárosai között. Léteznek olyan espresso-k is, melyek csak háló- és fekvőhelyes kocsikkal közlekednek és ezekre előzetes helyfoglalás szükséges.
- R – Regionale (személyvonat)
- S – Metropolitano, városi személyvonat

2006-ban megszűnt az InterRegionale és a Diretto kategória, ezek a vonatok is személyvonatként közlekednek. A Regionale vonatok megtett távolsága és megállási gyakorisága emiatt igen eltérő lehet.
Az ES és IC vonatok általában jól strukturált rendszerben közlekednek, de az R vonatokra ez egyáltalán nem jellemző. Meglepő módon vannak olyan fontos fővonalak is (pl. Bologna-Firenze szakasz), ahol néhány személyvonatot kivéve csak pótjegyköteles vonatok közlekednek. Az ország méreteiből adódóan a távolsági vonatok gyakran késnek, a Szicíliába tartó éjszakai espresso-k nem ritkán több órát is.
Az ES és IC pótdíjrendszer a magyarral ellentétben kilométer alapú.

## Az FS forgalma (2002-es adatok)
- Utas: 492 millió (+4,2% 2001-hez képest)
- Teheráru: 73.6 millió tonna (-5,1% 2001-hez képest)

## Gördülő állomány
- Mozdony: kb. 4500
- Személykocsi: kb. 10000
- Teherkocsi: kb. 50000

## Vezetők

### Elnökök
- Lorenzo Necci (1989–1996)
- Giancarlo Cimoli (1996–1998)
- Claudio Dematté (1998–2001)
- Giancarlo Cimoli (2001–2004)
- Elio Catania (2004–2006)
- Innocenzo Cipolletta (2006–2010)
- Lamberto Cardia (2010–)

### Ügyvezető igazgatók
- Lorenzo Necci (1989–1996)
- Giancarlo Cimoli (1996–2004)
- Elio Catania (2004–2006)
- Mauro Moretti (2006–)